# Friedrich Schröder (Theologe)
Friedrich Julius Adolph Schröder (* 3. Dezember 1872 in Düben; † 18. Juni 1943 in Kiel) war ein deutscher Pastor.

## Leben und Wirken als Pastor
Friedrich Schröder war ein Sohn das Geheimen Sanitätsrats und Oberstabsarztes Paul Schröder (* 4. Oktober 1841 in Trebbin; † 6. Juli 1943 in Rendsburg) und dessen Ehefrau Sophie Henriette, geborene Küster, (* 21. Mai 1834 in Berlin; † 5. Mai 1912 in Rendsburg). Im Kindesalter zog er mit der Familie nach Rendsburg. Nach dem Besuch des dortigen Königlichen Gymnasiums und des Realgymnasiums legte er am 12. August die Reifeprüfung ab. Anschließend studierte er an Universitäten in Greifswald, Erlangen, Berlin und Kiel. Er beendete das Studium an der Kieler Universität am 8. Oktober 1895 mit dem Theologischen Amtsexamen mit Auszeichnung.
Nach dem Studium leistete Schröder seinen Militärdienst als Einjährig-Freiwilliger beim Rendsburger Schleswig-Holsteinischen Fußartillerie-Regiment Nr. 9. Danach besuchte er einen pädagogischen Kurs des preußischen Lehrerseminars in Soest. Anschließend wurde er zum Inspektor des Predigerseminars in Preetz ernannt, wo er zweieinhalb Jahre blieb.
Am 18. Juni 1899 übernahm Schröder eine Pastorenstelle in Wacken, wo er acht Jahre wirkte. Begleitend zu seinen Aufgaben als Seelsorger erarbeitete er hier eine Chronik das Wackener Kirchspiels. Am 4. Oktober desselben Jahres heiratete er Mary Christine Louise Groth (* 28. Februar 1872 in Rendsburg; †  4. April 1963 ebenda). Das Ehepaar bekam vier Söhne und zwei Töchter. Am 31. Mai 1907 wechselte Schröder als Anstaltsgeistlicher an die Königliche Strafanstalt in Rendsburg. Hier blieb er, kurzzeitig unterbrochen, bis Lebensende. 
Schröder kam aus einer musikalischen Familie und war der Meinung, dass diese Kunst von hoher pädagogischer Bedeutung sei. Daher führte er im Gefängnis Musik als Erziehungsmittel ein, womit die Anstalt zu den ersten Einrichtungen des Deutschen Reiches gehörte, die derartige Methoden anwendeten. Bei der Leitung des Gefangenenchores, beim Spiel der Orgel und anderen Instrumenten und bei Auftritten halfen ihm seine Familienmitglieder. Die Konzerte galten als Höhepunkte im Leben der inhaftierten Personen. Über deren Haftzeit hinaus setzte sich Schröder für die Insassen und deren Familien ein.
Schröder engagierte sich im Blauen Kreuz und publizierte wiederholt zum Missbrauch von Alkohol. Mit Hilfe der Verwaltung des Kaiser-Wilhelm-Kanals unterstützte er erfolgreich alkoholabhängige Arbeiter und deren Familien. Während des Ersten Weltkriegs unterrichtete er am Rendsburger Gymnasium Religion, Latein und Hebräisch.
Schröder wurde auf dem Rendsburger Garnisonsfriedhof beigesetzt.

## Werke als Heimatforscher
Neben der beruflichen Tätigkeit forschte Schröder zur Rendsburger Geschichte. Er schrieb zwei Texte für das Heimatbuch des Kreises Rendsburg, das 1922 verlegt wurde. Außerdem gestaltete er die im Anhang des Buches zu findenden Bilder. Dabei nutzte er die Hilfe versierter Häftlinge, die somit eine abwechslungsreiche Tätigkeit bekamen. Danach schrieb er zahlreiche kleinere Artikel und Wortbeiträge sowie Bücher. Dazu gehörte Rendsburg als Festung, das 1939 als 22. Band der Quellen und Forschungen zur Geschichte Schleswig-Holsteins erschien. Außerdem schrieb er zu Denkmälern und sammelte Erinnerungsstücke, für die er ein Heimatmuseum gründete. Somit entstand das heutige Historische Museum.

## Ehrungen
In Rendsburg erinnert heute die „Pastor-Schröder-Straße“ an den ehemaligen Theologen.